# Madison Kingdon
Madison Kingdon (ur. 20 kwietnia 1993 w Phoenix) – amerykańska siatkarka, reprezentantka kraju, grająca na pozycji przyjmującej. 
7 maja 2016 roku poślubiła Paula Rishela.

## Sukcesy klubowe
Liga azerska:
- 2016

Liga południowokoreańska:
- 2017
- 2018

Liga chińska:
- 2019

Liga turecka:
- 2021

Puchar CEV:
- 2024[5]

## Sukcesy reprezentacyjne
Puchar Panamerykański:
- 2017, 2019
- 2016

Puchar Wielkich Mistrzyń:
- 2017

Liga Narodów:
- 2018

## Nagrody indywidualne
- 2016: Najlepsza przyjmująca Pucharu Panamerykańskiego